# Friedrich Kaysel
Friedrich Kaysel (* 29. September 1808 in Jabel, Mecklenburg; † 2. August 1895 in Schwerin) war ein deutscher Oberkirchenratspräsident im Großherzogtum Mecklenburg-Schwerin.

## Leben
Friedrich Kaysel war ältester Sohn und erstes von sieben Kindern des mecklenburgischen Pastors Friedrich Kaysel (1773–1867) und seiner Ehefrau Henriette geb. Susemihl (1783–1832) und wurde 1808 in Jabel bei Waren (Müritz) geboren. Er studierte Rechtswissenschaft an der Universität Rostock. 1829 schloss er sich der Jenaischen Burschenschaft an. Im Sommersemester 1829 wurde er im Corps Vandalia Rostock aktiv. 1831 ließ er sich als Advokat in Malchow nieder. 1835 wurde er Mitglied des Vereins für mecklenburgische Geschichte und Altertumskunde. Er legte 1836 das Richterexamen ab und war dann als Amtsgehilfe des Bürgermeisters und Stadtrichters von Malchow tätig. 1840 wurde er großherzoglich-mecklenburgischer Justizrat bei der Justizkanzlei in Schwerin.
Nach der Revolution in Mecklenburg (1848) und der Trennung von Kirchen- und Landesregierung nahm der durch den Erlass vom 19. Dezember 1849 gegründete Oberkirchenrat 1850 die Arbeit auf. Kaysel war 1849 Mitglied der Kirchenkommission, wurde 1850 Mitglied des Oberkirchenrates und war von 1855 bis zu seinem Ruhestand 1886 als dessen Direktor der Oberkirchenratspräsident der Evangelisch-Lutherischen Landeskirche Mecklenburgs. Zu seinem 50-jährigen Dienstjubiläum wurde an ihn 1881 als Oberkirchenratspräsident der Titel Exzellenz vergeben. Sein Nachfolger im Amt wurde 1886 der Theologe Theodor Kliefoth.
Friedrich Kaysel war seit 1837 verheiratet mit Sophie Wiggers (1816–1886), der Tochter des Pastors Carl Georg Wiggers in Biestow. Die Familie hatte sechs Kinder: Friedrich Ludwig Carl Kaysel (1838–1907), Sophie Kaysel (1840–1916), Henriette Kaysel (1843–1844), Louise Kaysel (1844–1929), Bertha Kaysel (1846–1910) und Karl Kaysel (1854–1863). Kaysel starb 1895 in seinem 87. Lebensjahr.

## Ehrungen
- Exzellenz (1881)
- Großkomturkreuz des Hausordens der Wendischen Krone
- D. theol. h. c. der Universität Rostock (1881)
- Dr. iur. h. c. der Universität Rostock